# Metepec (Morelos)
Metepec es una localidad del estado mexicano de Morelos. Es parte del municipio de Ocuituco.

## Toponimia
El nombre «Metepec» proviene de los términos en náhuatl: metl, maguey pulquero; tepetl, cerro. Su significado es «Cerro de los magueyes».

## Demografía
| Gráfica de evolución demográfica |
|                                  |

| Censo | Población |
| ----- | --------- |
| 1900  | 477       |
| 1910  | 514       |
| 1921  | 539       |
| 1930  | 563       |
| 1940  | 661       |
| 1950  | 659       |
| 1960  | 826       |
| 1970  | 1178      |
| 1980  | 1276      |
| 1990  | 1710      |
| 2000  | 2222      |
| 2010  | 2581      |
| 2020  | 2942      |